# 非洲遗传史
非洲遗传史是指與非洲人有關的古遗传学研究。 有迹象表明，西非人口DNA的2%至19%可能来自未知的古人类。 南欧部分地区的人體內有少量来自北非人的基因。 